# Schibsted

Logotipo de Schibsted.

Schibsted es un grupo internacional de medios de comunicación de origen noruego, dedicado al negocio de los anuncios clasificados a nivel mundial. Fue fundado en 1839, cotiza en la Bolsa de Oslo y tiene una fuerte presencia en Noruega, Chile, Suecia, Dinamarca, Suiza, Estonia, Finlandia, Francia y España, donde es propietario de diarios de pago y gratuitos, televisiones, radios, multimedia, etc.
El mayor accionista de la compañía es Blommenholm industrier (26.1%). Otros accionistas incluyen bancos estadounidenses y empresas de servicios financieros, tales como J. P. Morgan, Northern Trust y The Bank of New York Mellon.

## Historia
En 1839 Christian Michael Schibsted fundó la editorial Schibsted Forlag, convirtiéndose en su único propietario en 1843. En 1860 el editor lanzó el periódico Christiana Adresseblad, hoy conocido como Aftenposten.
En 1989, bajo el liderazgo de Tinius Nagell-Erichsen, Schibsted pasó de ser una empresa familiar a convertirse en una corporación, y cotiza en la Bolsa de Oslo desde 1992.
Durante el siglo XX, la empresa amplió las operaciones en Noruega y a nivel internacional, con publicaciones como VG y Aftonbladet. En 1999 lanza el concepto del diario gratuito 20 Minutos en Suiza y Alemania, en 2001 en España y en 2002 en Francia.
Desde su entrada en bolsa, el Grupo ha crecido principalmente a través de adquisiciones. Actualmente está presente en 31 países, en Europa, Asia, Pacífico, América y África, especialmente a través de negocios en línea. 
A principios de la década del 2000, Schibsted entró en el negocio de clasificados en línea con el website de anuncios clasificados Finn.no, en Noruega. Durante los años siguientes, la empresa ha continuado desarrollando esa línea de negocio con sitios como Blocket, en Suecia, LeBonCoin, en Francia o Segundamano, en México. Schibsted Group adquirió posteriormente el portal Milanuncios.

## Schibsted en España
Schibsted era, hasta 2005, el propietario del 100% del capital de 20 Minutos. Sin embargo, el 29 de abril de 2005 se dio a conocer la noticia de la compra del 20% de la empresa por parte del Grupo Zeta (editor de El Periódico de Catalunya entre otras publicaciones).
En junio de 2015 20 Minutos fue adquirido por el grupo de medios españoles Heraldo.
Schibsted está representado en España por Adevinta y Schibsted Ibérica.

### Adevinta
Adevinta (anteriormente Schibsted Spain) es el propietario de la bolsa de empleo en línea InfoJobs.net, del portal de motor Coches.net, de los portales inmobiliarios Fotocasa y Habitaclia, y de los sitios web generalistas de compra y venta de artículos de segunda mano vibbo (antes Segundamano.es) y Milanuncios. 
La entrada de la compañía al sector de anuncios clasificados en España se inicia en 2006 con la adquisición de los negocios en Europa y América Latina de la empresa canadiense Trader Classified Media, propietaria de Segundamano e InfoJobs, y que, dos años antes, se había fusionado con el grupo de comunicación español Anuntis, creando el grupo Anuntis-Segundamano.
La compañía completó la adquisición del 100% de esta sociedad en 2013. Hasta entonces controlaba el 76% de las acciones. En noviembre de 2014 la compañía adquirió el portal de anuncios clasificados milanuncios.com, integrándose también bajo el portafolio de negocios de Schibsted Spain.
En 2019 cambiaron su nombre de Schibsted Spain a Adevinta.

### Schibsted Ibérica
Schibsted Ibérica es una división de investigación y desarrollo de soluciones tecnológicas para plataformas web y móviles, creada en España en 2008 como soporte a las plataformas digitales del Grupo Schibsted en diferentes países.

## Schibsted en América Latina
Schibsted tiene presencia en el sector de anuncios clasificados en algunos países de América Latina, tales como México, Colombia, Chile, Brasil y la República Dominicana.
Schibsted está representado en Colombia por Laguia.com.co y por los portales Fincaraiz.com.co, Laguiaclasificados.com.co y Fotocarro.com.co. En Chile mantiene el portal Yapo.cl y en la República Dominicana el portal Corotos.com.do.